# Nachal Krajot
Nachal Krajot (hebrejsky נחל קריות) je vádí v jižním Izraeli, na pomezí Judských hor a severní části Negevské pouště.
Začíná v nadmořské výšce okolo 600 metrů v kopcovité pouštní krajině na východním úpatí hory Har Amasa nedaleko vesnice Har Amasa. Poblíž dálnice číslo 80 se zde na horním toku vádí nachází základna izraelské armády. Směřuje pak k jihojihozápadu zvlněným regionem na pomezí Judských hor a Negevské pouště, severozápadně od města Arad a západně od archeologické lokality Tel Arad. Od severu přijímá zprava vádí Nachal Dragot a vstupuje do planiny Bik'at Arad s rozptýleným beduínským osídlením. Zde na západním okraji beduínského města Kesejfa ústí zprava do vádí Nachal Be'erševa.